# Natxo Romero Frias
Natxo Romero Frias (Barcelona, 18 de gener de 1958 - 9 de setembre de 2010) fou un intèrpret de saxòfon català. Durant els anys següents va formar part de grups com Dr. Calypso i Skatalà entre d'altres. Va començar els seus estudis musicals formals relativament tard durant la dècada de 1990 i posteriorment va passar a fer classes a músics joves, ensenyant els darrers anys al Taller de Músics. Va destacar en l'entorn de la música jamaicana a Catalunya. Darrerament tocava el saxo baríton amb The Fenicians i Root Diamoons. Natxo Romero Frias va morir sobtadament d'un accident vascular cerebral a Barcelona, l'any en què Skatalà feia una gira per celebrar els 25 anys d'història.